# 支度金
| ウィキペディアには「支度金」という見出しの百科事典記事はありません（タイトルに「支度金」を含むページの一覧/「支度金」で始まるページの一覧）。 代わりにウィクショナリーのページ「支度金」が役に立つかもしれません。 |